# Matam (region)

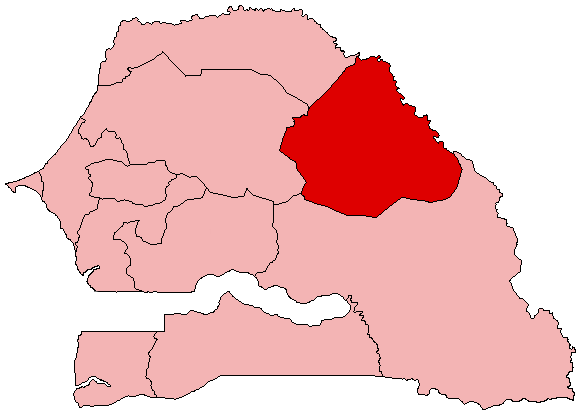
Matamregionen i Senegal.

Matam är en av Senegals fjorton regioner. Den utgör en stor del av nordöstra landet. Regionen har 514 469 invånare (31 december 2007) på en yta av 25 083 km². Administrativ huvudort är staden Matam.

## Administrativ indelning
Regionen är indelad i tre departement (département) som vidare är indelade i kommuner (commune), distrikt (arrondissement) och glesbygdskommuner (communaute rurale).
Kanels departement
- Kommuner: Kanel, Semmé, Waounde
- Distrikt: Orkadiéré, Sinthiou Bamambé

Matams departement
- Kommuner: Matam, Ourossogui, Thilogne
- Distrikt: Agnam-Civol, Ogo

Ranérous departement
- Kommun: Ranérou
- Distrikt: Velingara